# حديبة كبيرة للعضد
الحديبة الكبيرة للعضد (بالإنجليزية: Greater tubercle)‏ تقع في الجانب الوحشي لرأس عظم العضد، وخلفي وحشي للحديبة الصغيرة للعضد. السطح الوحشي للحديبة الكبيرة محدب وخشن ومستمر مع السطح الوحشي للجسم.
بين الحديبة الكبيرة للعضد والحديبة الصغيرة للعضد يقع التلم بين حديبتي العضد (ثلم ذات الرأسين العضدي).

## ارتكازالعضلات فيها
سطحها العلوي مستدير، وعليه ثلاثة انطباعات مستوية:
- أعلاهم (الوُجَيهُ العُلوي) ترتكز فيه العضلة فوق الشوكة.
- أوسطهم (الوُجَيهُ الأوسط) ترتكز فيه العضلة تحت الشوكة.
- أدناهم (الوُجَيهُ السفلي) بالإضافة لنحو 2.5 سم من جسم العظم أسفله، ترتكز فيه العضلة المدورة الصغيرة.

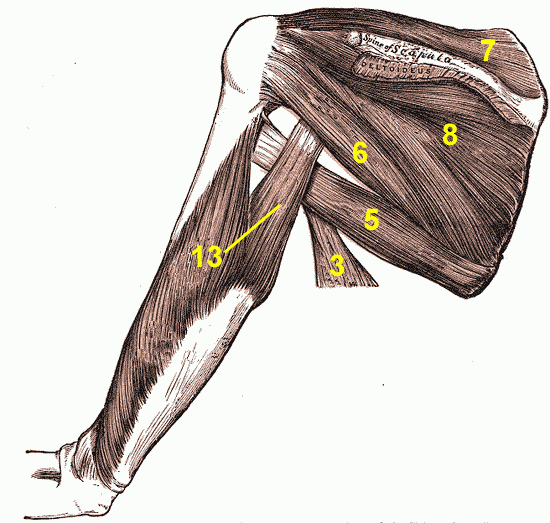
العضلات المرتكزة في الحديبة الكبيرة للعضد:
رقم 7 في الصورة : العضلة فوق الشوكة
رقم 8 في الصورة : العضلة تحت الشوكة
رقم 6 في الصورة : العضلة المدورة الصغيرة

## صور إضافية

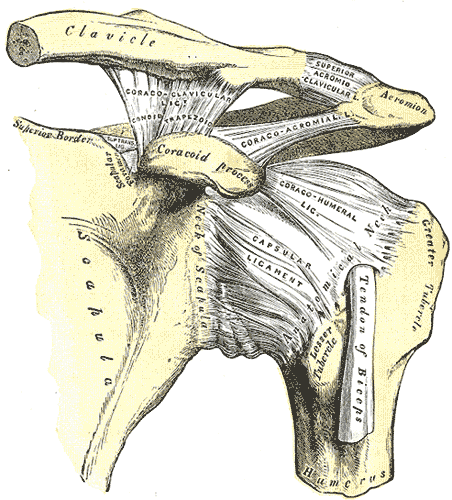
عظم العضد الأيسر والمفصل الأخرمي الترقوي، وأربطة لوح الكتف.
رسم لعظام الذراع البشرية.
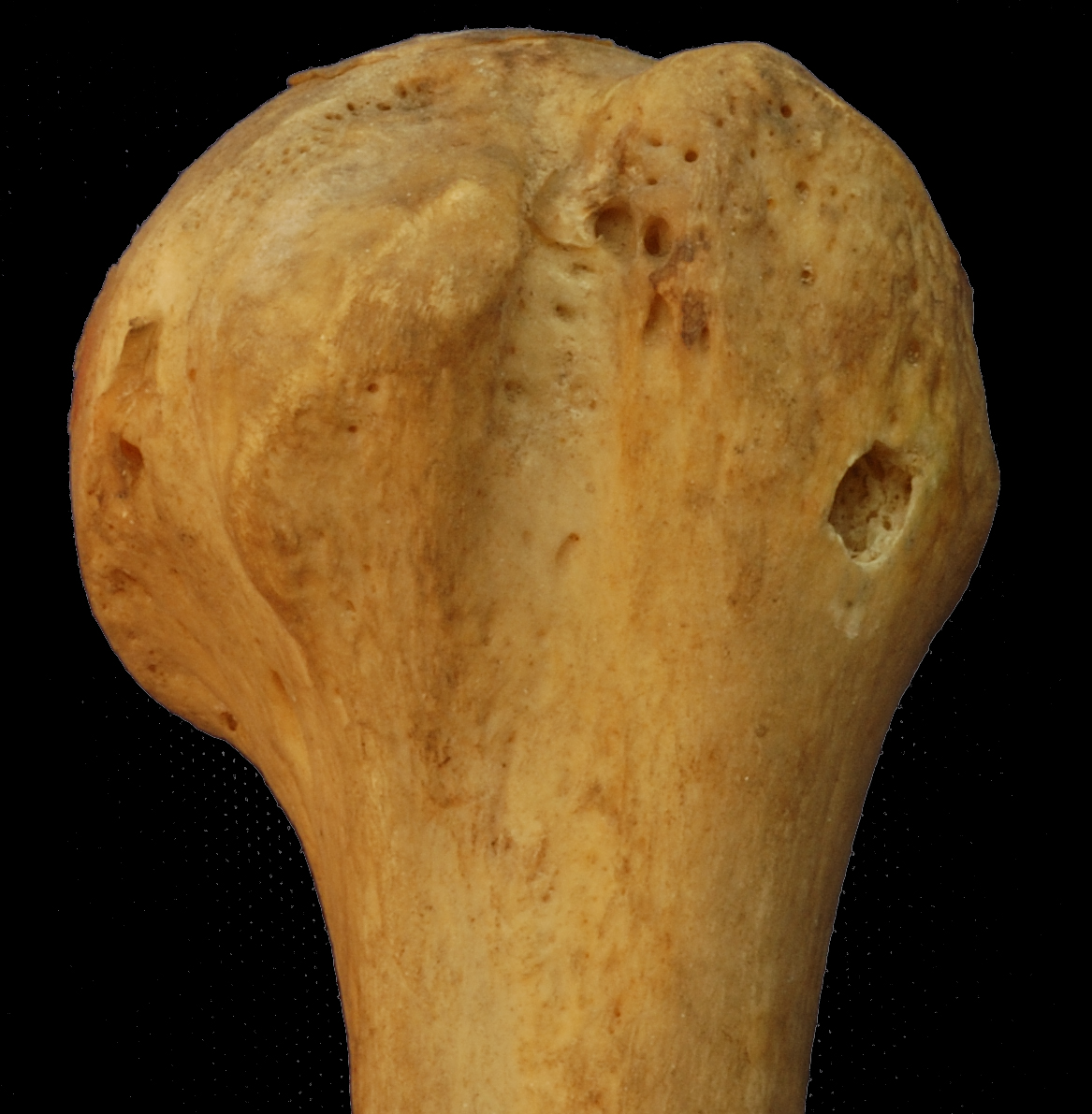
رأس عظم العضد. عرض أمامى.

## وصلات خارجية
- شكل تشريحي: 03:02-09 على موقع مركز سوني دونستات الطبي (تشريح بشري عبر الإنترنت).
- شكل تشريحي: 05:01-07 على موقع مركز سوني دونستات الطبي (تشريح بشري عبر الإنترنت).
- شكل تشريحي: 10:02-13 على موقع مركز سوني دونستات الطبي (تشريح بشري عبر الإنترنت).
- Bioweb at UWLAX aplab